# Gerry Byrne
Gerald «Gerry» Byrne (Liverpool, Inglaterra, Reino Unido, 29 de agosto de 1938-Wrexham, Gales, Reino Unido, 28 de noviembre de 2015) fue un futbolista inglés que jugaba como lateral izquierdo.
Es recordado por haber jugado 83 minutos con la clavícula fracturada en la final de la FA Cup de 1965 que ganó el Liverpool.

## Fallecimiento
Murió de alzhéimer el 28 de noviembre de 2015 en un asilo de ancianos en Wrexham, Gales, a la edad de 77 años.

## Selección nacional
Fue internacional con la selección de fútbol de Inglaterra en 2 ocasiones. Fue campeón del mundo en 1966, sin jugar ningún partido.

### Participaciones en Copas del Mundo
| Mundial                        | Sede       | Resultado | Partidos | Goles |
| ------------------------------ | ---------- | --------- | -------- | ----- |
| Copa Mundial de Fútbol de 1966 | Inglaterra | Campeón   | 0        | 0     |

## Clubes
| Club      | País       | Año       |
| --------- | ---------- | --------- |
| Liverpool | Inglaterra | 1957-1969 |

## Palmarés

### Campeonatos nacionales
| Título                                                   | Club      | País       | Año  |
| -------------------------------------------------------- | --------- | ---------- | ---- |
| Second Division                                          | Liverpool | Inglaterra | 1962 |
| First Division                                           | Liverpool | Inglaterra | 1964 |
| Charity Shield (título compartido con West Ham United)   | Liverpool | Inglaterra | 1964 |
| FA Cup                                                   | Liverpool | Inglaterra | 1965 |
| Charity Shield (título compartido con Manchester United) | Liverpool | Inglaterra | 1965 |
| First Division                                           | Liverpool | Inglaterra | 1966 |
| Charity Shield                                           | Liverpool | Inglaterra | 1966 |

### Copas internacionales
| Título                 | Selección  | Sede       | Año  |
| ---------------------- | ---------- | ---------- | ---- |
| Copa Mundial de Fútbol | Inglaterra | Inglaterra | 1966 |